# 진어
진어(중국어 정체자: 晉語, 간체자: 晋语, IPA(진어): [tɕiŋ˦˥ y˥˧]/[tɕiŋ˧˥ ny˥˧]/[tsiəŋ˥˧ ny˦˩˨], 병음: Jìn yǔ 진위[*])는 중국 허난성, 허베이성, 내몽골 자치구, 산시성 (산서성), 산시성 (섬서성)에서 쓰이는 중국어의 방언이다. 중국 인구의 3% 이상이 진어를 사용한다. 진어가 쓰이는 대표적인 대도시로는 타이위안이 있다. 진어에도 다른 중국어 방언과 마찬가지로 성조가 존재한다. 독자적인 중국어의 방언으로 분류되기도 하고, 관화의 일종으로 분류되기도 한다.

## 분류
본래 진어는 관화라는 개념에 널리 포함되어 왔는데 이는 과거 중국어학자들이 이 방언에 큰 관심을 기울이지 않았기 때문이기도 하다. 중화인민공화국 수립 초기에 중국 언어학자들은 표준 중국어(보통화) 장려를 위해 산시성의 다양한 방언을 표준 중국어와 비교 분석하는 방식의 연구를 진행하였는데, 이 기간에 일부 언어학자들은 다른 관화 방언에는 존재하지 않는 진어만의 특징들을 발견하여 독자적 분류의 토대를 마련했고 마침내 1985년 리룽(李荣)이 진어를 월어나 오어처럼 중국어의 최상위 방언군으로 간주할 것을 제안했다. 그의 판단 기준은 진어가 다른 관화 방언과 달리 고대 중국어의 입성(入聲)을 성문 파열음의 형태로 보존하고 있다는 점이었다. 이 분류는 일부 학자들에 의해 받아들여졌으나 나머지 학자들은 진어를 별도의 방언 그룹으로 분류하는 것을 거부하고 있는데, 그 이유는 첫째로 다른 중국어 방언군 분류가 중고한어의 유성 어두음의 반영에 기반하여 획정된다는 점과 모순된다는 것이고 둘째로 강회관화 등 다른 일부 관화 방언도 성문 어미를 보존하고 있으나 이러한 방언도 관화와 구분되어야 한다고 주장하는 학자가 없었다는 것이다.

## 같이 보기
- 관화